# 丸善石油化学
丸善石油化学株式会社（まるぜんせきゆかがく、英文社名：Maruzen Petrochemical CO,LTD.）は、日本の石油化学メーカー。略称は丸善石化、丸化。
コスモエネルギーホールディングスの連結子会社。主要株主であるコスモエネルギーホールディングスおよびUBE（旧・宇部興産）と共にみどり会の会員企業であり三和グループに属している。

## 概要
1959年（昭和34年）に丸善石油（現在のコスモ石油）の石油化学部門が分離独立し、発足した。現在はコスモ石油のほかに、UBE、デンカ、JNC、コスモ松山石油からの出資を受ける。
千葉県市原市にエチレンセンターを保有し、化学メーカーに基礎石油化学製品を供給している。2010年のエチレン生産量は日本国内第4位であり、重要な半導体関連会社の一つである。また、溶剤や各種新素材の製造・販売・輸出入も手がける。

## 沿革
- 1959年（昭和34年）10月10日 - 丸善石油（現在のコスモ石油）の石油化学部門を分離独立させ、同社の全額出資により丸善石油化学株式会社として設立。
- 1964年（昭和39年）2月 - 宇部興産（現・UBE）、新日本窒素肥料（現・チッソ/JNC）、電気化学工業（現・デンカ）、日産化学工業（現・日産化学）、日本曹達の5社が新たに資本参加。
- 1969年（昭和44年）8月 - ブタジエンの製造販売を目的とする千葉ブタジエン工業株式会社を宇部興産と共同出資で設立（出資比率：丸善石油化学50%、宇部興産50%）[4]。
- 1981年（昭和56年）4月 - 高密度ポリエチレンの製造販売を目的とする日産丸善ポリエチレン株式会社を丸善石油および日立化成工業（現・日立化成→レゾナック）と共同出資で設立（のち1991年1月、丸善ポリマー株式会社に改称）[4]。
- 1982年（昭和57年）9月 - 丸善石油から、アルコールケトン製造装置を含む石油化学事業を継承。
- 1984年（昭和59年）12月- 丸善石油から五井化成の株式を取得。
- 1985年（昭和60年）10月 - 酸化エチレン・エチレングリコール等の製造販売を目的とする日曹丸善ケミカル株式会社を合弁設立。
- 1986年（昭和61年）7月 - ニューヨーク駐在員事務所を改組し、MARUZEN AMERICA,INC.を全額出資により設立
- 1991年（平成3年）9月 - エチレン・プロピレン等の製造売買を目的とする京葉エチレン株式会社を設立（のち1995年12月に三井化学および住友化学との共同出資となる）[4]。
- 1993年（平成5年）6月 - 塩化ビニールモノマーの製造販売を目的とする京葉モノマー株式会社を旭硝子と共同出資で設立[4]。
- 1999年（平成11年）12月 - 日本曹達および帝人から日曹油化工業の株式を取得（のち2000年10月に丸善ケミカル株式会社に改称）。
- 2004年（平成16年）10月 - 宇部興産の低密度ポリエチレン事業を分社化し、同社との共同出資で宇部丸善ポリエチレン株式会社を設立[4]。
- 2005年（平成17年）4月 - 子会社の丸善ケミカルおよび丸善ポリマーを吸収合併し、ミックスキシレンの製造販売を目的とするCMアロマ株式会社を設立。
- 2016年（平成28年）3月 - 筆頭株主のコスモエネルギーホールディングスがJNCグループより8%の株式を取得し、間接保有分合わせ48%（議決権保有割合では52.7%）の株式を保有する親会社となる[5]。
- 2018年（平成30年）2月 - 塗料や合成樹脂などの原料となる化学製品について、21品目で出荷前検査において不正があったと発表[6]。

## 主な製品
- エチレン
- プロピレン
- ベンゼン
- トルエン
- キシレン
- エチレングリコール
- メチルエチルケトン
- ポリエチレン

## 事業所
- 本社 - 東京都中央区入船二丁目1番1号
- 千葉工場 - 千葉県市原市五井南海岸3番地
- 四日市工場 - 三重県四日市市霞一丁目3番
- 研究所 - 千葉県市原市五井南海岸1番7号

## 主要関連会社
- 丸善油化商事株式会社 - 石油化学製品の売買、輸出入などを行う。
- 千葉ブタジエン工業株式会社 - UBEとの合弁会社。ブタジエンなどの製造、販売を行う。
- 五井化成株式会社 - レゾナックとの合弁会社。有機化学製品の製造、販売を行う。
- 丸善テクノサービス株式会社 - 機器・配管などの設計・施工、保守管理を行う。
- 京葉エチレン株式会社 - 住友化学・三井化学との合弁会社。エチレン・プロピレンなどの製造、販売を行う。
- 京葉モノマー株式会社 - 塩化ビニルモノマーの製造、販売を行う。
- 京葉ポリエチレン株式会社 - JNC石油化学との合弁会社。高密度ポリエチレンの販売を行う。
- 宇部丸善ポリエチレン株式会社 - UBEとの合弁会社。低密度ポリエチレンの製造、販売を行う。
- CMアロマ株式会社 - コスモ石油との合弁会社。ミックスキシレンの製造、販売を行う。
- サンプラック工業株式会社 - 無機質配合ポリオレフィン・プラスチック製品の製造、販売を行う。
- MARUZEN AMERICA, INC. - アメリカ合衆国における市場開拓および輸出入、販売技術サービスの代行などを行う。